# Muricella brunnea
Muricella brunnea is een zachte koraalsoort uit de familie Acanthogorgiidae. De koraalsoort komt uit het geslacht Muricella. Muricella brunnea werd in 1924 voor het eerst wetenschappelijk beschreven door Kükenthal. 